# Rover 8
La Rover 8 est une petite voiture monocylindre de 8 chevaux (d'où son nom), fabriquée et commercialisée par le constructeur automobile britannique Rover. Elle est la toute première voiture de série de la marque, fabriquée de 1904 à 1912. Une option de moteur à soupapes à manchon des deux marques Daimler et Knight était disponible en 1911 et 1912. La Rover 8 à la particularité d'être soutenu par un châssis central plutôt que par un châssis en échelle conventionnel.
Après la Première Guerre mondiale, une nouvelle voiture légère bicylindre 8 chevaux fut proposée de 1919 à 1925.

## Rover 8(1904 - 1912)
La Rover 8 est la première voiture conçu par la marque britannique Rover. Elle a été élaborée par Edmund Woodward Lewis (1870-1941) qui avait rejoint Rover après avoir quitté Daimler.

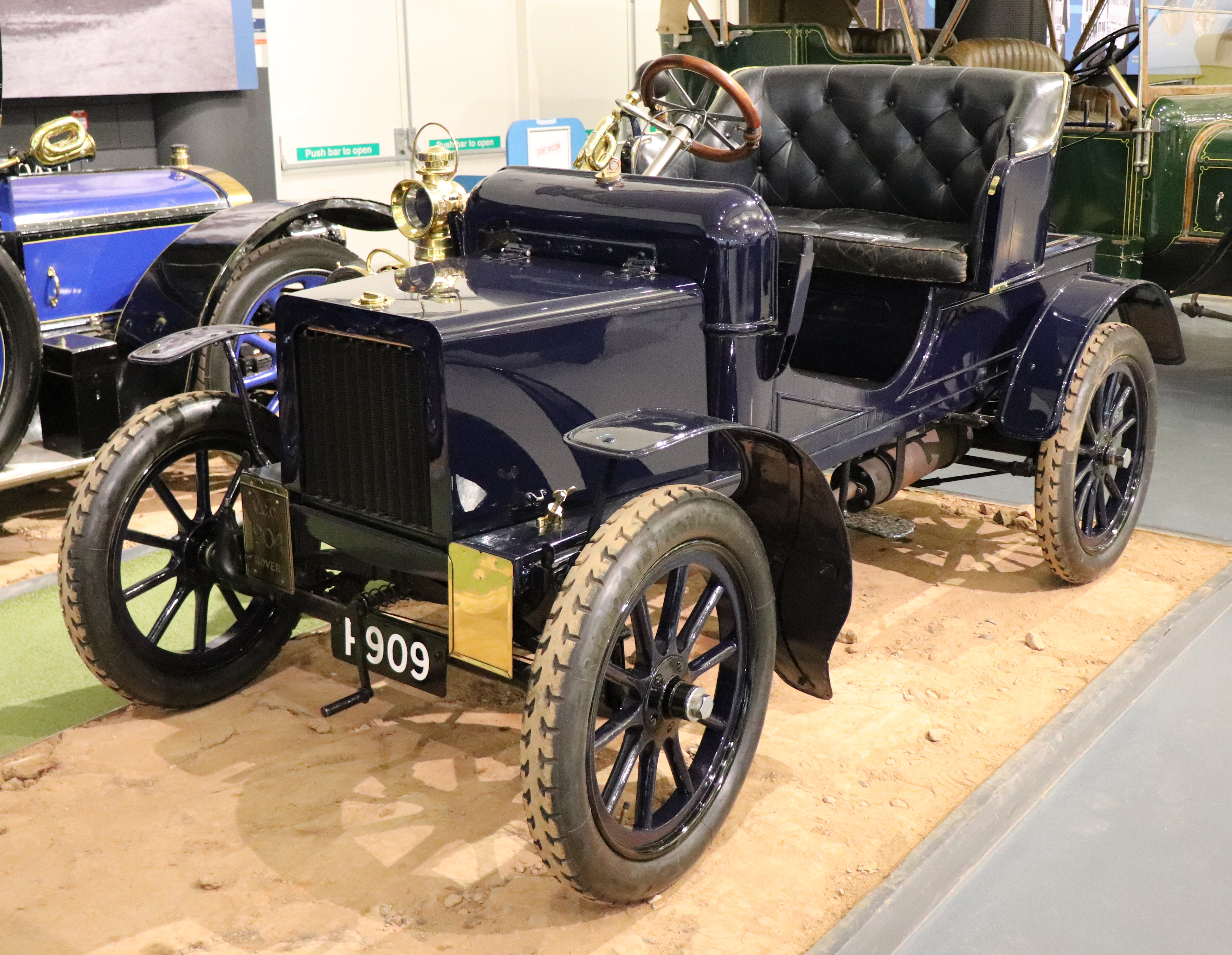
Vue avant.
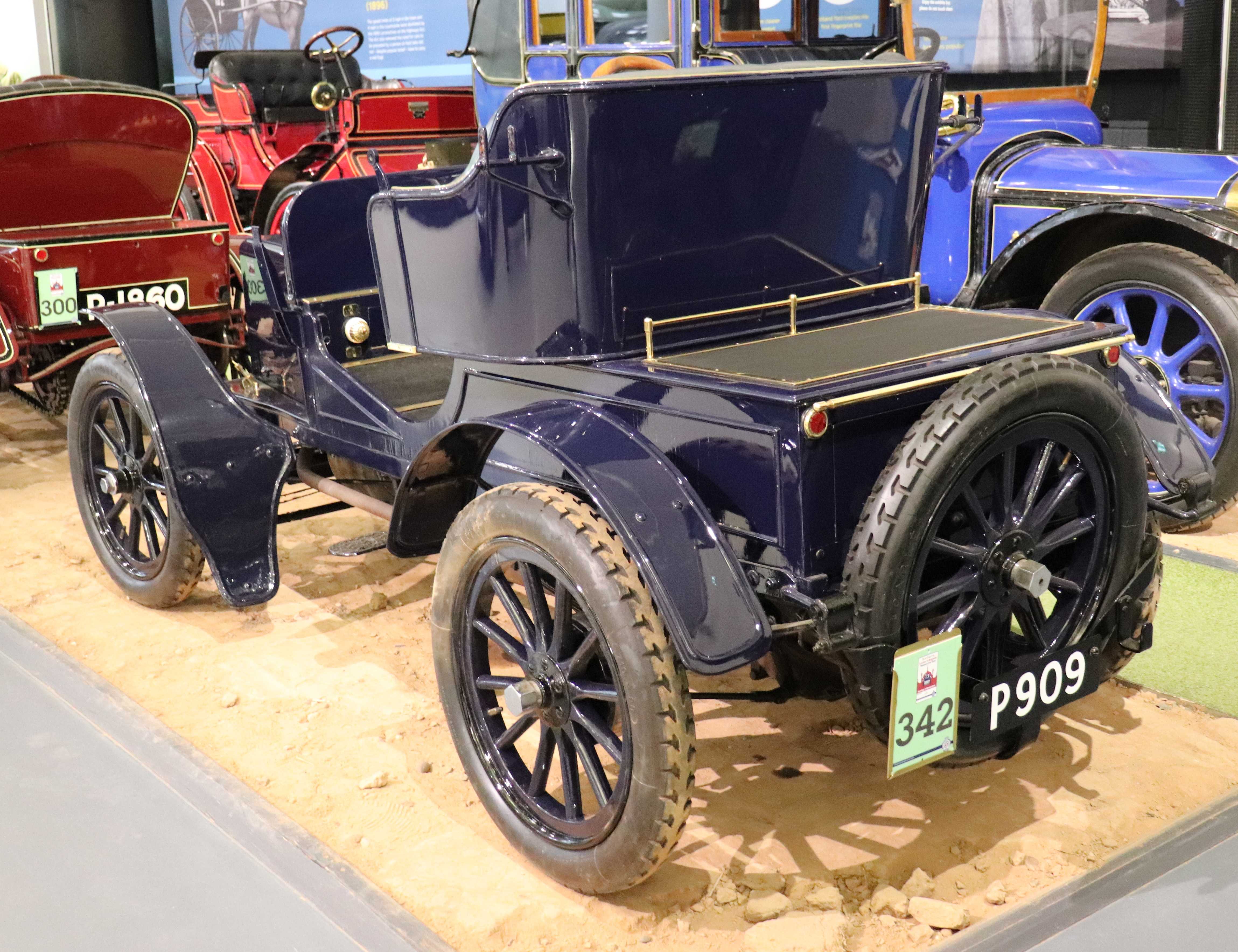
Vue arrière.

### Caractéristiques

#### Châssis et carrosserie
Au lieu du châssis en échelle conventionnel conçu sur la généralité des autres voitures de l'époque, la Rover 8 avait un châssis central, étant le même principe qu'une colonne vertébrale : formée par le moteur, la boîte de vitesses, l'arbre de transmission tubulaire rigide et le pont d'essieu arrière ; le tout décrit comme ayant une section en caisson. Le cadre de la colonne vertébrale, sans suspension à l'arrière, était suspendu à l'essieu avant en un seul point par un ressort à lame transversal pivotant qui n'a fait aucune contribution à la rigidité transversale, et donc toute la voiture reposait sur seulement trois points, similaire à la conception des anciens tracteurs agricoles à quatre roues,,.
La carrosserie, à travers son propre sous-châssis, était montée sur l'essieu arrière à l'aide de ressorts semi-elliptiques.

#### Motorisations
Le moteur monocylindre déplacé 1 327 cm3 avec un alésage de 110 mm et une course de 130 mm,,. Ses soupapes d'admission et d'échappement étaient toutes deux actionnées mécaniquement.

## Rover 8(1919 - 1925)

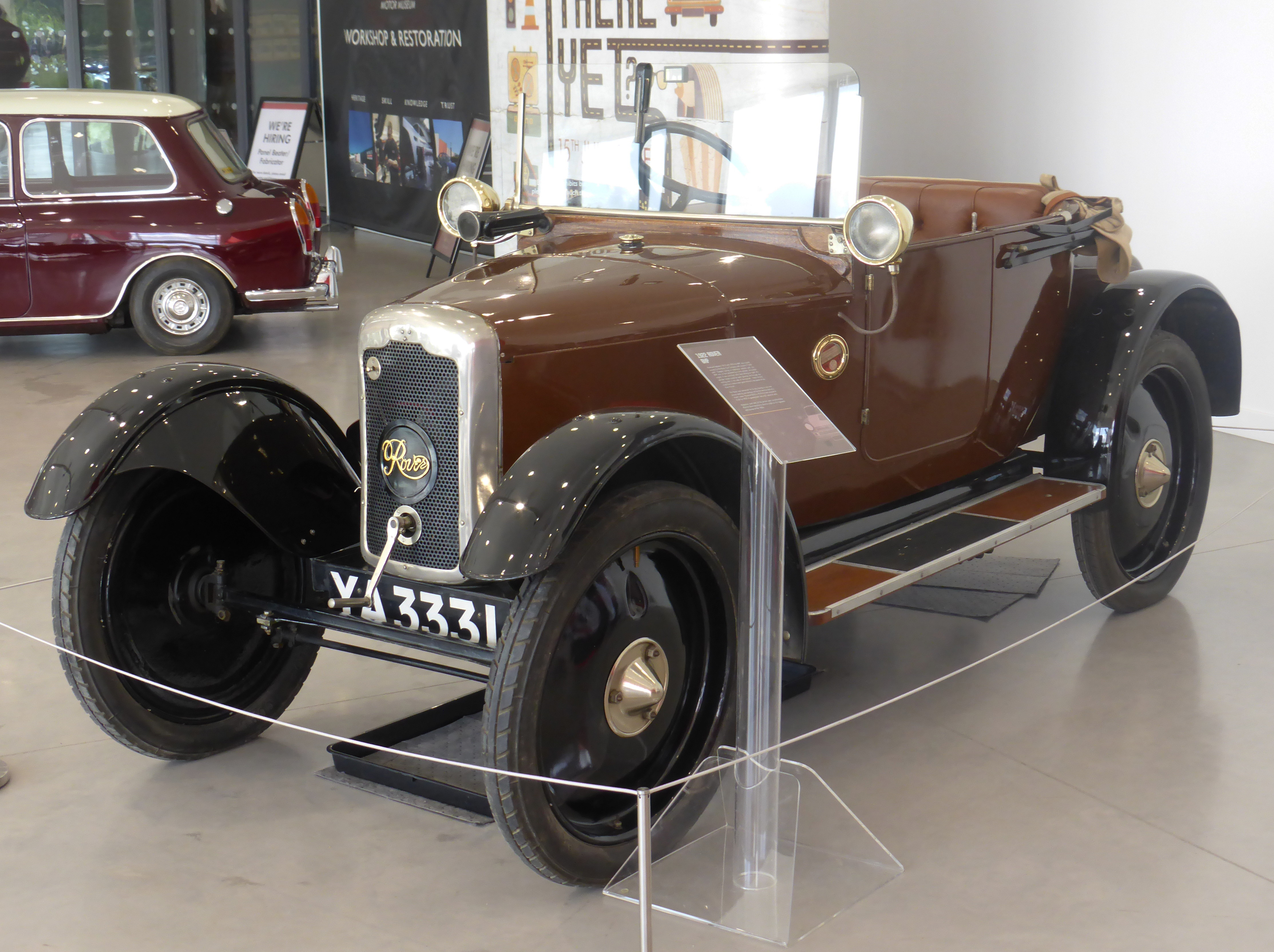
Vue avant.
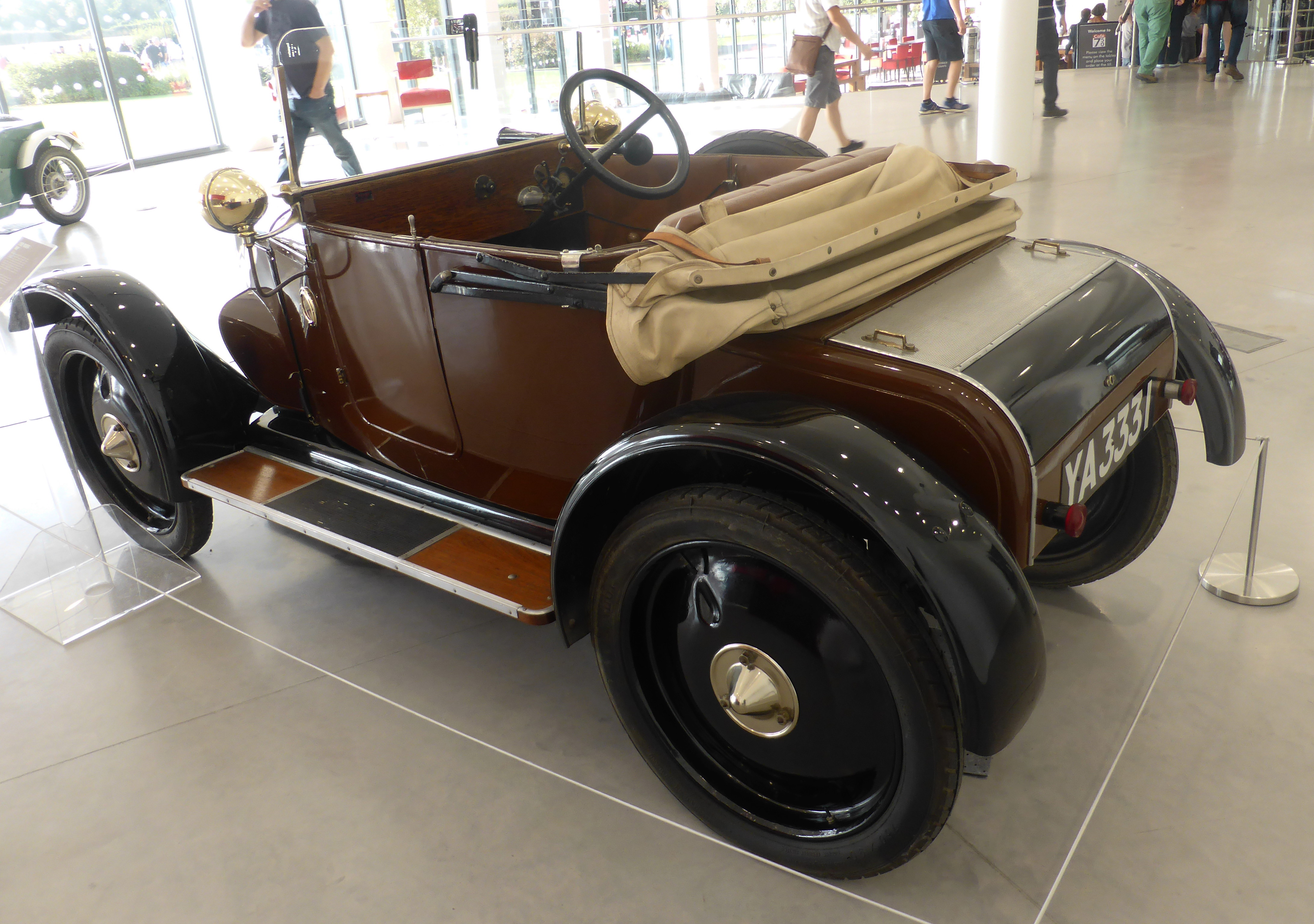
Vue arrière.